# عرقون زاحف
عرقون زاحف (الاسم العلمي:Euphrasia repens) هي نوع نباتي يتبع جنس العرقون من الفصيلة الجعفيلية.  